# Olaf Johannessen
Olaf Heine Johannessen (Tórshavn, 8 juli 1961) is een op de Faeröer geboren acteur. 

## Biografie
Johannessen werd geboren in Tórshavn bij een Faeröerse vader en Deense moeder. Johannessen leerde het acteren aan de theaterschool in Odense waar hij in 1986 afstudeerde. Hierna begon hij met acteren in het theater in zowel Denemarken als Duitsland. Van 1994 tot en met 2002 werkte hij als acteur voor het Royal Deens Theater. 
Johannessen begon in 1995 met acteren voor televisie in de film Verden er vaad og lys, waarna hij nog meerdere rollen speelde in films en televisieseries. 

## Filmografie

### Films
Uitgezonderd korte films.
- 2024 Vogter - als hoofd van het instituut
- 2024 Paranoia - als ulius Gilbert
- 2021 Skyggen i mit øje - als brandweercommandant
- 2019 Kollision - als rechter
- 2019 Undtagelsen - als Poul
- 2019 Danmarks sønner - als Jon
- 2017 Thorn - als Manden
- 2015 Skammerens datter - als Mester Maunus
- 2000 Gengangere - als Osvald Alving
- 2000 Sparekassen - als August
- 1999 Menneskereden - als Sten
- 1995 Verden er vaad og lys - als ??

### Televisieseries
Uitgezonderd eenmalige gastrollen.
- 2024 Badehotellet - als John Henry Seerup - 8 afl.
- 2021-2023 Forhøret - als John Ryt - 3 afl.
- 2022 Trom - als Ragnar í Rong - 6 afl.
- 2021 Forhøret - als John - 2 afl.
- 2019 Bedrag - als Storm - 10 afl.
- 2018 Kriger - als Jakkesættet - 3 afl.
- 2015 The Bridge - als Lars - 6 afl.
- 2014 1864 - als C. C. Hall - 5 afl.
- 2012 Forbrydelsen - als Kristian Kamper - 10 afl.
- 2009-2010 Blekingegade - als Kenneth Ebbe - 5 afl.
- 2009 Pagten - als Kim - 9 afl.
- 1999-2000 Morten Korch - Ved stillebækken - als Ole Stillebæk - 22 afl.

- Biblioteca Nacional de España: XX5646786
- Virtual International Authority File: 315549132
- WorldCat: E39PBJkdgG3VmD4J8CVcfcp9Dq